# リヴェンジ (ガレオン)
リヴェンジはイングランド王国のレイジー改装ガレオン船で、46門の砲を備える。1577年建造、1591年にスペインにより拿捕され、程なく沈没した。この船はイギリス海軍で名称が付けられた最初の13隻の船の内のひとつである。

## 建造
「リヴェンジ」は4,000ポンドの費用をかけ、1577年にデトフォード海軍工廠にて主任造船工マシュー・ベーカーにより建造された。この船のレイジー改装方式は、その後の約300年間にわたる海軍装備改革の中でも艦船の形式の先駆的存在となった。比較的小さめの船体を持ち、排水量は約400トンと「アンリ・グラサデュー」のおよそ半分程度である。このため「リヴェンジ」はガレオン船とされる。

## 装備
この年代の艦船の武装は流動的である。砲門は数を増やされる他、様々な理由から減らされたり型式の異なるものと交換された。「リヴェンジ」はその最期の航海の際がとりわけ重装備であった。この時には20門の半カノン砲・ カルバリン砲・半カルバリン砲が、水夫も寝泊まりする砲塔甲板に設置されていた。上部甲板には更に多くの半カルバリン砲・セーカー砲の他、様々な小型火器が備えられ、その中には "fowlers" や "falcons" と呼ばれる回転台つきの元込め砲もあった。

## 艦歴

### カディス湾奇襲
1587年、フランシス・ドレークはスペイン沿岸部に航行し、フェリペ2世が無敵艦隊のため軍需物資を備蓄していたものを壊滅状態にした。この結果、スペインのイングランド侵攻計画は翌年まで延期された。

### アルマダの海戦
1588年初頭、ドレークは旗艦を「エリザベスボナベンチャー」から「リヴェンジ」に変更した。1588年7月29日、前後数年間で最も苛烈にして決定的な結果をもたらしたアルマダの海戦（フランドル地方・カレー近郊の街の名を取り "Battle of Gravelines" とも言う）が終結した。開戦時、「リヴェンジ」はその名に恥じぬ働きをした。復讐を意味する名を持つ船を先頭に隊列を組んだイングランド艦隊は、スペイン無敵艦隊に片舷一斉射撃を見舞ったのである。多数のスペイン船が少なからず損傷したものの、撃沈・座礁するものは僅かであった。しかしながら、砲船の投入のみでスペイン側の戦列を崩し、北海へ退却させたのである。イングランド艦隊は彼等がエディンバラ付近へ到達するのを確認し、港へ引き上げた。

### ドレークとノリスの遠征
1589年、「リヴェンジ」はドレークの旗艦として出航した。イベリア連合下のポルトガルに侵攻しようとしたものであったが、この目論見は失敗した。「リヴェンジ」は航行不能状態になり、ドレークは経歴に得る所がなかっただけでなくエリザベス1世の寵愛を失い、1594年まで乗船任務から外されることになる。

### フロビッシャーの遠征
1590年、「リヴェンジ」はマーティン・フロビッシャーの指揮の下、インディアス艦隊拿捕のためスペイン沿岸部へ遠征したが、これは失敗に終わった。

## スペインによる拿捕、そして沈没
「リヴェンジ」は輝かしくも数奇なる最期を迎え、伝説となった。ジョン・ホーキンスはスペイン海軍がアルマダの海戦で受けた損害を回復するのを防ぐため、スペイン帝国領アメリカから来る財宝の供給を、スペイン船拿捕に特化した設計の船でもって定期的に監視する方法で妨害するよう提案した。1591年夏、「リヴェンジ」はリチャード・グレンヴィルの指揮の下、この監視任務に就いていた。
スペイン側はアロンソ・デ・バサン率いる約53隻の艦隊を急行させ、 マルティン・ベルテンドとマルコス・デ・アランブルがその指揮下についた。その目的は、アゾレス諸島北部のフローレス島においてイングランド艦隊を拿捕することにあった。1591年8月下旬、彼等は目標の艦隊に遭遇した。この時イングランド艦隊は船体の修理にあわせ、伝染性の熱病が蔓延していたため船員を下船・上陸させていた。艦船の大半は海上への退避をはかったが、グレンヴィルは上陸していた船員達が戻ってくるのを待った。出発時、彼等はコルボ島の西側を通る航路を取ることもできたはずだが、しかしグレンヴィルは東側から向かってくるスペイン艦隊を正面から突破する道を選んだ。
戦端が開かれたのは8月31日の終わり頃であった。圧倒的戦力による速攻が「リヴェンジ」を襲ったが、彼等は果敢にも反攻を試みた。巧みな戦術でもって敵方の砲火をかいくぐることには何度か成功したものの彼等は完全に包囲され、更に敵艦の数は徐々に増えつつあった。スペイン船を1隻打ち倒しても他の1隻が入れ替わりにやってくるだけであり、この不利な戦況は実に15時間ほども続いた。スペイン側は「リヴェンジ」へ白兵戦を仕掛けたが、撃退された。相手の3倍の大きさの船体をもつ「サン・フェリペ」にアランブルの「サン・クリストバル」を伴走させ、「リヴェンジ」に横付けして兵士を斬り込ませようとしたのである。兵士を乗り込ませたあと、「サン・フェリペ」は「リヴェンジ」から突き放されてしまった。突入部隊の7人は戦死し、3人が「サン・ベルナーベ」に救助されたが、この船は直後に「リヴェンジ」と乱戦になった。またこの夜の事件でスペイン側はガレオン船「アセンション」およびその他の小型船舶をも失ったが、これは自艦隊船同士での衝突事故が原因である。一方「サン・フェリペ」の援護に当たっていた「サン・クリストバル」は、「リヴェンジ」の船尾楼に船体をぶつけた。程なくしてベルテンドの「サン・ベルナーベ」がイングランド側へ集中砲火を浴びせ、これにより多数の死傷者が出ただけでなく船体にも深刻な損害が生じた。イングランド側の船員も後部甲板の銃眼から反撃を行った。9月1日の明け方時点で、「リヴェンジ」は複数のマストを砲撃により折られ、船倉が6フィートの深さまで浸水、約250人いた乗船員のうち残存戦力は僅か16名という状態であった。「リヴェンジ」はなおも2隻のガレオン船「サン・ベルナーベ」「サン・クリストバル」と乱戦を続け、「リヴェンジ」の船首と「サン・クリストバル」が激突したため双方が大破した。この時「サン・ベルナーベ」は、部隊を斬り込ませることでイングランド側の射撃手達が防衛のため持ち場を離れざるを得ないように仕向ける、という戦術を採った。これはまさに「リヴェンジ」の命運を掌握せんとするものであった。
アルフレッド・テニスンの詩には、グレンヴィルが最後に「リヴェンジ」を沈めるよう命じた様を見て取れる。
麾下の兵達はこの命令に承服せず、生存者達は投降することで合意し、彼等は救助されることになった。身の安全の保証を得、数十隻のスペイン船が包囲を解除した後、最終的に「リヴェンジ」は投降した。グレンヴィルは深手を負っていたため、スペイン船に乗せられた2日後に死亡した。
拿捕されたものの深刻な損傷を受けていた「リヴェンジ」はついにスペインに到達することなく、テルセイラ島にほど近い島で座礁し、完全に壊れてしまった。1592年から1593年にかけて、スペインは「リヴェンジ」の銃砲類14点を沈没地点で発見している。一部の砲は潮流に流され、数年経ってから陸に流れ着いた。遅いものでは1625年頃にも「リヴェンジ」の武装類が引き揚げられた記録がある。

## 文学作品中のリヴェンジ
この船の最期の戦いを元に、アルフレッド・テニスンの ”The Revenge: A Ballad of the Fleet” という詩が書かれた。これはフローレス島の戦いの成り行きをドラマチックに物語る作品である。